# Greenock (Whiskybrennerei)
Greenock war eine Whiskybrennerei in Greenock, Inverclyde, Schottland. Der erzeugte Brand war somit der Whiskyregion Lowlands zuzuordnen. Die Brennerei darf nicht mit den beiden kurzlebigen Brennereien selben Namens verwechselt werden, die 1825 beziehungsweise zwischen 1825 und 1828 ebenfalls in Greenock aktiv waren.

## Geschichte
Die Brennerei wurde 1795 von James Blair & Co. gegründet. Hierzu wurden eine wenige Dekaden zuvor gegründete Brauerei umgerüstet. John Dennistoun übernahm den Betrieb im Jahre 1820 und benannte das Unternehmen in Greenock Distillery Co. um. 1829 erwarben J. Rennie & J. Ballantine die Brennerei und führten sie bis 1896. In diesem Jahr übernahmen die Inhaber der Aberlour-Brennerei J. Thorne & Sons Ltd. und führten das Unternehmen bis zur Schließung im Jahre 1915. Alle Gebäude sind zwischenzeitlich abgerissen und die ehemalige Brennerei hat keine Spuren hinterlassen.
Als Alfred Barnard im Rahmen seiner bedeutenden Whiskyreise im Jahre 1885 die Brennerei besuchte, verfügte sie über eine jährliche Produktionskapazität von 130.000 Gallonen. Es standen drei Brennblasen, eine 4931 Gallonen fassende Grobbrandblase (Wash Still) sowie zwei 879 beziehungsweise 776 Gallonen fassende Feinbrandblasen (Spirit Stills) zur Verfügung. Es wurde ein dreifach-gebrannter Malt Whisky produziert.